# Олстон, Роберт
Роберт Сильвестр Олстон (англ. Robert Sylvester Alston; родился 19 мая 1969 года, штат Северная Каролина) — американский серийный убийца, совершивший в период с  апреля 1991 года по  декабрь 1993 года серию из как минимум 4 убийств женщин, сопряжённых с изнасилованиями в городе Гринсборо, штат Северная Каролина. Исключительность делу Олстона придает тот факт, что после ареста он полностью признал свою вину, но отказался сотрудничать со следствием. После совершения убийств Роберт Олстон расчленял трупы своих жертв, но по неустановленным причинам отказался сообщить следователям информацию о том, где он захоронил останки убитых им женщин. СМИ и прокуратура округа Гилфорд относят Олстона  к редкой категории серийных убийц, которые после совершения преступлений из-за жажды внимания СМИ к своей персоне и стремления запутать следствие, с помощью анонимных звонков сообщали в полицию о совершённых деяниях и об обнаружении тел убитых, после чего следили о ходе расследования, однако сам Олстон это отрицал. В разные годы за совершение четырёх убийств Олстон был приговорен к нескольким срокам в виде  пожизненного лишения свободы.

## Биография
Роберт Сильвестр Олстон родился 19 мая 1969 года на территории штата Северная Каролина. Имел сестру. Часть детства и юность он провел в городе Гринсборо (штат Северная Каролина). Родители Роберта занимались низкоквалифицированным трудом. Несмотря на то, что семья Олстона испытывала материальная трудности, никто из её членов не был замечен в проявлении девиантного поведении или агрессии. Роберт посещал школу «Grimsley High School», которую окончил в 1987 году. В школьные годы вследствие своей интровертности Роберт заработал репутацию социального изгоя и имел проблемы с коммуникабельностью. Он не имел близких друзей, обладая высоким ростом и атлетическим телосложением в школьные годы он  не занимался спортом, не выступал за школьные спортивные команды и не занимался ни одним из видов общественной деятельности. После окончания школы Роберт поступил в колледж на территории штата Джорджия, но быстро потерял интерес к учебному процессу и бросил колледж по окончании 1-го семестра. В этот период он познакомился с девушкой, с которой у него вскоре начались интимные отношения. В 1989 году она родила ему сына, после чего он переехал с ней в город Уилмингтон (штат  Делавэр), где в 1991 году у него родился второй сын. После рождения второго ребёнка, Олстон вследствие конфликта с матерью своих детей бросил семью и вернулся в Гринсборо к родителям, где в течение ряда последующих лет был вынужден заниматься низкоквалифицированным трудом. Он сменил ряд профессий и на момент ареста, в начале 1994 года,  работал посудомойщиком в кафе под названием «Rock-Ola Cafe». В этот период Олстон  отказывался от межличностного взаимодействия с кем бы то ни было, вплоть до своих родителей. Большую часть своего свободного времени Роберт проводил в своей комнате или в прогулках по городу. После его ареста, его отец Джек Олстон поведал журналистам о том, что незадолго до ареста между ним и Робертом отсутствовала эмоциональная близость и доверие.

## Серия убийств
В качестве жертв Олстон выбирал темнокожих девушек, занимающихся проституцией и увлекающихся наркотическими веществами. Первое убийство он совершил в апреле 1991 года. Жертвой стала 23-летняя Джоэнн Робинсон. Её обнаженное тело было найдено в нескольких кварталах от дома Олстона. Результаты судебно-медицинской экспертизы постановили, что девушка была задушена. Робинсон была замечена в занятии проституцией и злоупотребляла крэк-кокаином.
Второе убийство Олстон совершил в конце октября  1991 года. Жертвой оказалась 26-летняя Шэрон Мартин. После убийства Олстон по версии следствия расчленил труп девушки и разбросал её останки в различных районах города Гринсборо. Мартин была замечена в употреблении наркотических средств и была замечена в занятии проституцией. В конце ноября того же года сотрудники  коммунальных служб города нашли её отрубленную голову и одну из её рук в лесистой местности на улице рядом со школой «Jackson Middle School».
Третье убийство Роберт Олстон совершил весной 1992 года. Жертвой стала 19-летняя Шамеке Уоррен. Её обнаженное и обезглавленное тело было обнаружено сотрудниками полиции на пустыре рядом с домом Олстона 26 июля 1992 года. Родственники девушки объявили о её пропаже в мае того же года. Уоррен как и Джоанн Робинсон являлась проституткой и страдала наркотической зависимостью. В декабре 1993 года по версии следствия, Олстон совершил свое последнее убийство. Он совершил нападение на 41-летнюю Лоис Уильямс, которую изнасиловал и задушил. После совершения убийства Олстон сбросил её тело на одном из кладбищ Гринсборо, где оно было найдено утром 14 декабря того же года. Лоис Уильямс как и все предыдущие жертвы злоупотребляла крэк-кокаином и занималась проституцией. В последний раз она была замечена живой после полуночи 14 декабря. В ходе расследования были найдены свидетели, которые заявили полиции, что перед исчезновением женщина была замечена в компании с темнокожим мужчиной, имевшим рост  около 188 см и вес около 85 килограммов. Члены семьи погибшей заявили полиции после её смерти о том, что Лоис Уильямс незадолго до своей гибели потеряла работу и начала вести маргинальный образ жизни. Останки тел Шамеке Уоррен и Лоси Уильямс были обнаружены полицией после анонимных звонков человека, личность которого впоследствии установить так и не удалось.

## Арест и судебное преследование
В начале января 1994 года Роберт Олстон на территории округа Гилфорд встретил 29-летнюю жительницу Гринсборо, которая пыталась автостопом добраться домой. Он согласился её подвезти. После того как она села в его автомобиль, Олстон отвез её в лесистую местность недалеко от школы «Dudley High School», где совершил на неё нападение, в ходе которого избил её, изнасиловал и совершил попытку удушения. После того как жертва потеряла сознание, он сбросил её с моста в воды реки, но женщина, несмотря на многочисленные травмы, сумела прийти в сознание. После обнаружения ей была оказана медицинская помощь и она впоследствии осталась в живых. Она дала показания сотрудникам полиции, на основании которых был составлен фоторобот нападавшего. В полицейском участке ей было предложено посмотреть фотографии ранее привлекавшихся к уголовной ответственности темнокожих мужчин и выбрать  фотографию, на которой, по её мнению, возможно мог быть запечатлен насильник. На выбранной жертвой нападения фотографии был запечатлен Роберт Олстон. Он не подвергался арестам и уголовной ответственности, но так как ряд жертв были обнаружены недалеко от его дома, он во время расследования подвергался допросам со стороны сотрудников полиции и некоторое время входил в число подозреваемых. Олстон был арестован 28 января 1994 года. После ареста он был опознан жертвой нападения в качестве преступника, после чего неожиданно дал следователям признательные показания в совершении убийства Лоис Уильямс.
На основании признательных показаний,  18 апреляв 1994 года Роберт Олстон был осужден и получил в качестве уголовного наказания пожизненное лишение свободы без права на условно-досрочное освобождение. Он оставался основным подозреваемым в совершении остальных убийств, но отрицал свою причастность. Через два года после осуждения Роберт связался с представителями прокуратуры округа Гилфорд и дал признательные показания в совершении убийства Джоан Робинсон. На основании этого, 19 августа 1996 года он был осужден по обвинению в совершении её убийства и получил второй срок в виде пожизненного лишения свободы.
В конце 1997 года Олстон снова связался с представителями прокуратуры округа Гилфорд и заявил о том, что несёт ответственность за совершение убийств Шерон Мартин и Шамеке Уоррен. Несмотря на то, что никаких улик и доказательств, изобличающих Роберта в совершении этих убийств в ходе расследования найдено не было, в январе 1998 года ему в конечном итоге было предъявлено обвинение в совершении убийств этих девушек. В ходе допросов, Олстон отказался рассказать об истинных мотивах совершения преступлений и отказался указать места, где он сбросил и захоронил не обнаруженные следствием другие расчлененные части тела Шэрон Мартин и голову Шамеке Уоррен. По версии следствия, именно Олстон являлся тем человеком, который с помощью анонимных звонков сообщал в полицию о совершённых деяниях и об обнаружении тел убитых, после чего следил за ходом расследования, но сам Олстон это не признал. 3 сентября 1998 года он признал себя виновным по всем пунктам обвинения, после чего получил в качестве уголовного наказания ещё два пожизненных срока без права на условно-досрочного освобождения. Во время оглашения приговора Олстон находился в крайне позитивном настроении, он детально с сарказмом описывал совершенные им преступления и не выражал ни малейших признаков раскаяния. На судебном процессе мать Шамеке Уоррен просила его раскрыть место захоронения останков тела её дочери, но он ей отказал, заявив примерно следующее: «У меня было время исследовать свою душу. То, что я сделал, было неправильно, но я примирился с Богом. Только я и Бог будем иметь эти ответы» (англ.  “I have had time to search my soul. What I did was wrong and I’ve made peace with God Only me and God will have those answers ”).
После осуждения Олстон остался основным подозреваемым в совершении убийств ещё двух девушек, которые также были изнасилованы и убиты в Гринсборо в период с 1991 года по 1993 год, но в конечном итоге обвинения в совершении этих убийств ему в последующие годы предьявлены не были.

## В заключении
Все последующие годы жизни Роберт Олстон провел в разных пенитенциарных учреждениях штата Северная Каролина. В середине 2010-х его дважды в тюрьме посетили журналисты. В одном из интервью он заявил, что несёт ответственность за совершение более 4 убийств, но не имеет желания признать себя виновным в их совершении и поведать детали представителям прокуратуры округа Гилфорд. В 2016 году он дал интервью  Нэнси Маклафлин, журналисту газеты «News & Record». Во время интервью Олстон заявил: «Я не буду подпитывать чье-либо увлечение своими преступлениями, это спусковой крючок, та вещь, которая довела меня до крайности, и я умру с этим. Я не считаю себя серийным убийцей, так считает общественность. Общество так быстро нарекает людей прозвищами, именными бейджами. Роберт Олстон. Вот кто я». (англ. «I won't feed anyone's fascination with my crimes. That trigger, that one thing that pushed me over the edge, I'll die with that. “I don't see myself as a serial killer, but people do. Society is so quick to put monikers on people, name tags. Robert Alston. That's who I am»).
По состоянию на январь 2023 года 53-летний Роберт Сильвестр Олстон жив и отбывает свое уголовное наказание в тюрьме «Columbus Correctional Institution».